# Ассоциация союзов писателей и издателей России
Ассоциация союзов писателей и издателей России — российское литературное объединение, основанное в 2020 году по инициативе Союза писателей России, Союза российских писателей, Российского книжного союза, Союза писателей Санкт-Петербурга, Союза писателей Москвы. Является некоммерческой организацией. Располагается в Доме Ростовых. Прекратила свою работу в январе 2024 года.

## История создания
Ассоциация союзов писателей и издателей (АСПИ) учреждена в 2020 году. В 2022 году переименована в Ассоциацию союзов писателей и издателей России (АСПИР). Организациями-учредителями являются Союз писателей России, Союз российских писателей, Российский книжный союз, Союз писателей Санкт-Петербурга, Союз писателей Москвы.
Цели и задачи АСПИР изложены в манифесте, принятом в 2020 году на собрании Творческого и Наблюдательного советов.

## Структура
Председатель Ассоциации —  писатель Сергей Александрович Шаргунов.
Контроль за деятельностью Ассоциации осуществляют Наблюдательный и Творческий советы. 
| №  | ФИО                             | Должность           |
| -- | ------------------------------- | ------------------- |
| 1  | Степашин Сергей Вадимович       | Председатель совета |
| 2  | Бак Дмитрий Петрович            | Член совета         |
| 3  | Григорьев Владимир Викторович   | Член совета         |
| 4  | Василенко Светлана Владимировна | Член совета         |
| 5  | Замшев Максим Адольфович        | Член совета         |
| 6  | Иванов Николай Фёдорович        | Член совета         |
| 7  | Любимова Ольга Борисовна        | Член совета         |
| 8  | Новиков Олег Евгеньевич         | Член совета         |
| 9  | Шумаков Сергей Леонидович       | Член совета         |
| 10 | Попов Валерий Георгиевич        | Член совета         |
| 11 | Сидоров Евгений Юрьевич         | Член совета         |

и других.
| №  | ФИО                             | Должность           |
| -- | ------------------------------- | ------------------- |
| 1  | Толстой Владимир Ильич          | Председатель совета |
| 2  | Волгин Игорь Леонидович         | Член совета         |
| 3  | Крупин Владимир Николаевич      | Член совета         |
| 4  | Айпин Еремей Данилович          | Член совета         |
| 5  | Басинский Павел Валерьевич      | Член совета         |
| 6  | Варламов Алексей Николаевич     | Член совета         |
| 7  | Водолазкин Евгений Германович   | Член совета         |
| 8  | Крусанов Павел Васильевич       | Член совета         |
| 9  | Данилов Дмитрий Алексеевич      | Член совета         |
| 10 | Золотусский Игорь Петрович      | Член совета         |
| 11 | Кушнер Александр Семёнович      | Член совета         |
| 12 | Личутин Владимир Владимирович   | Член совета         |
| 13 | Рейн Евгений Борисович          | Член совета         |
| 14 | Славникова Ольга Александровна  | Член совета         |
| 15 | Толстая Татьяна Никитична       | Член совета         |
| 16 | Юзефович Леонид Абрамович       | Член совета         |
| 17 | Драгунский Денис Викторович     | Член совета         |
| 18 | Тарковский Михаил Александрович | Член совета         |

и других.

## Деятельность
В 2022 году АСПИР при поддержке Президентского фонда культурных инициатив провела Всероссийскую творческую мастерскую «Мир литературы. Новое поколение».
С 2021 года АСПИР проводит региональные Мастерские во всех федеральных округах России и организует литературные резиденции, где писатели готовят к публикации свои рукописи и встречаются с читателями. В 2022 году литературные резиденции посетили 230 литераторов. С организацией в качестве мастеров сотрудничают крупнейшие современные писатели: Владислав Отрошенко , Анна Матвеева , Алексей Сальников , Дмитрий Воденников ,  Валерий Попов , Светлана Василенко , Николай Коляда  и многие другие.
Ассоциация организует творческие командировки писателей по всей России для встречи с читателями, популяризации книги и чтения  . Сотрудничает с детскими центрами «Артек», «Орленок», «Смена», «Океан», «Алые паруса», осуществляет грантовые проекты.
В 2023 году подписала соглашение о сотрудничестве с Российской государственной детской библиотекой. В марте 2023 года совместно с Министерством цифрового развития, связи и массовых коммуникаций РФ, Фондом кино, Ассоциацией продюсеров кино и телевидения, «Национальной Медиа Группой» АСПИР организовала проект «Адаптация», направленный на взаимодействие кинопроизводителей с литераторами.
Также Дом Ростовых является площадкой для проведения творческих встреч с писателями , вечеров памяти и юбилеев, презентаций книг, книжных ярморок, фестивалей и т. п.
АСПИР реализует проект помощи писателям, оказавшимся в сложной жизненной ситуации. В 2022 году помощь была оказана 50 литераторам.

## Критика
В 2023 году в журнале «Вопросы литературы» в рубрике «Легкая кавалерия» Григорий Шувалов в материале «О добыче новых талантов» говорит о том, что Ассоциация совмещает на своих мероприятиях писателей разных возрастов, что только замедляет становление литературного процесса:
«Создание Ассоциации союзов писателей и издателей России (АСПИР), объединившей четыре крупных писательских союза и Российский книжный союз, должно было как-то урегулировать этот процесс [развития отечественной литературы], но на деле происходит обратное. Вместо того, чтобы помогать членам ассоциации в их деятельности, АСПИР запускает новые параллельные проекты – теперь на совещания ездят не только молодые, но и писатели до 60 лет».
В этом же выпуске публицист Денис Балин в материале «О расцвете форумов молодых писателей» пишет о литературных проектах, в частности — сравнивает фестивали «Липки» и «Химки». Затем автор пишет о проектах АСПИР, например, о том, как организация повысила возрастной ценз на литературных фестивалях с 35 до 60 лет, и т.д. В конце материала он комментирует деятельность так:
«Если говорить о прогнозах, то в 2023 году еще более усилится монополия АСПИР <...> Хорошо это или плохо? Скорее хорошо, ведь объединение намного лучше разобщенности».
На  XVI Съезде Союза писателей России в 2023 году Андрей Тимофеев обвинил Ассоциацию в том, что она финансово не поддерживает мероприятия, проводимые под эгидой Совета, руководителем которого является Тимофеев:
«Существующие формы не были поддержаны, а был создан собственный литературный мирок»
«Оплата дороги, проживания, питания, куратора и т.д. – всё это обходится по самым скромным подсчётам не меньше 200 тысяч. Так на 200 тысяч присутствующие здесь [...] проводят в Самаре фестиваль имени Михаила Анищенко – внимание (!) на 100 человек. Один и сто» 
На следующий день после выступления с докладом Андрей Тимофеев объявил, что больше не работает в журнале «Наш Современник» . 
В своей статье писатель Георгий Панкратов высказался в защиту финансовой политики Ассоциации:
«Но почему она должна была поступить иначе? Любая организация, заявляющая о многовекторности, поддержке всего и вся («пусть цветут любые кусты, кроме совсем уж ядовитых»), не может выстраиваться на базе одного из участников, который к тому же имеет ярко выраженные эстетические предпочтения, приветствует определенный тип литературы, сковывает автора рамками и бесконечными «манифестами».